# تاروت (مجموعه تلویزیونی)
تاروت (انگلیسی: Tarot؛ کره‌ای: 타로: 일곱 장의 이야기) یک مجموعه تلویزیونی محصول کره جنوبی به نویسندگی کیونگ مین سون، به کارگردانی چوی بیونگ گیل و با بازی چو یو جونگ، پارک ها سون، دکس، کو کیو پیل، سو جی هون، هام اون جونگ و اوه یو جین است. این مجموعه پس از دریافت کارت‌های مختلف تاروت، به هفت داستان دلهره‌آور معمایی می‌پردازد. این مجموعه از ۱۵ ژوئیه تا ۵ اوت ۲۰۲۴، روزهای دوشنبه و سه‌شنبه از یوپلاس موبایل تی‌وی پخش شد.

## بازیگران

### اصلی
- چو یو جونگ در نقش جی وو[۵]
- پارک ها سون در نقش مادر یونگ جی[۵]
- دکس در نقش دونگ این[۵]
- کو کیو پیل در نقش کیونگ ره[۵]
- سو جی هون در نقش جه یون[۵]
- هام اون جونگ در نقش اون می[۵]
- اوه یو جین در نقش سون جا[۵]

### مکمل
- لی جو بین در نقش جی هو[۵]
- کیم سونگ ته در نقش مین چان[۵]